# Dominació femenina

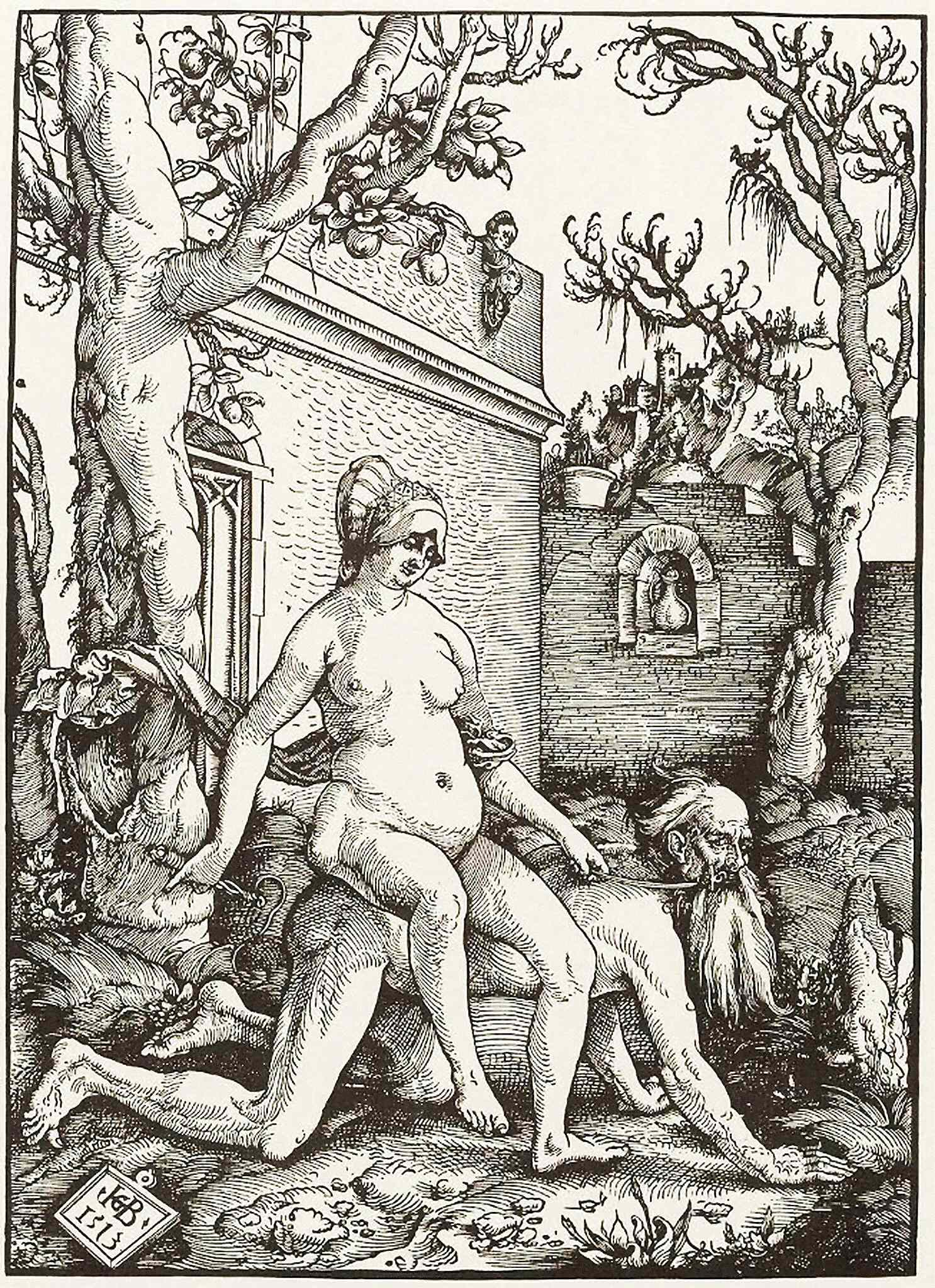
Fil·lis i Aristòtil

La dominació femenina (o femdom, de l'anglès female dominance) és qualsevol pràctica BDSM en la qual la part dominant és femenina. Sovint a la dona dominant se l'anomena domina, estima o dominatrix, depenent del context o de les preferències personals. Una dominatrix no ha de dominar necessàriament un company masculí i pot disposar també d'una dona submisa, tot i que a aquesta relació, en anglès, se l'anomena lezdom, en oposició a femdom.

## Relació i pràctica
Hi ha certa confusió entre la base de la dominació femenina, com a relació de parella, i les seves pràctiques. A la dominació femenina, la dona decideix i l'home accepta voluntàriament el lideratge de la dona. El femdom té un enfocament eminentment sexual. Des d'un altre angle menys sexual, hi ha les relacions liderades per la dona (FLR, de l'anglès female lead relationship).

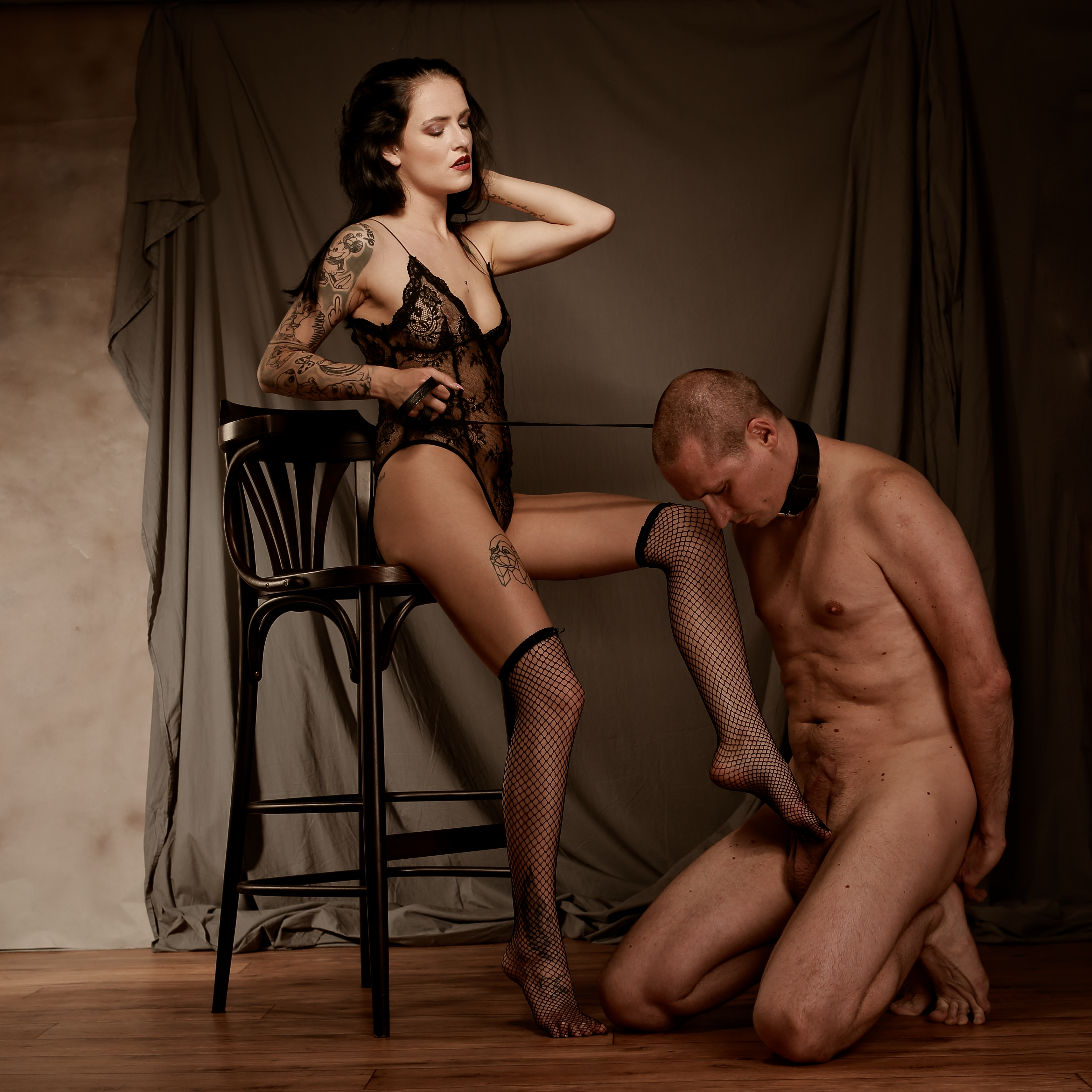
Home nu agenollat davant d'una dona vestida amb mitges negres i roba interior negra

Igual que en altres orientacions BDSM, no hi ha un conjunt predefinit d'activitats que pertanyin necessàriament al camp de la dominació femenina. Generalment, la dona dominant determina les activitats concretes en el context d'una trobada mútuament consensuada. Algunes pràctiques de dominació femenina són les següents:
- Fetitxisme del peu: el submís és obligat a besar els peus, les cames o el calçat de la dominatrix.
- Arnés consolador: la dona penetra l'home amb un talabard subjecte a la cintura que inclou un consolador exterior. Existeixen diferents variants de talabards, alguns inclouen un petit consolador interior que permet a la dona obtenir excitació i arribar a l'orgasme.
- Assots (spanking, en anglès): la dona assota al submís com a càstig eròtic.
- Bisexualitat forçada: la dona obliga el submís a tenir sexe oral i/o anal amb un altre home, en la seva presència.
- Bufetades: la dona bufeteja l'home. Pot combinar-se amb la humiliació verbal.
- Candaulisme: la dona mostra el submís o imatges d'ell en completa nuesa a altres persones, per tal d'obtenir gratificació sexual. És una variant de la humiliació.
- Coprofília: excitació sexual relacionada amb la femta fecal (vegeu coprofàgia).
- Escopir al submís o obligar-lo a menjar o a beure de la seva boca és una altra pràctica.
- Exhibicionisme: la dona té relacions sexuals amb el submís en llocs públics on poden ser descoberts.
- Facesitting: la dona s'asseu a sobre de la cara del submís. Aquesta pràctica es pot fer amb la dona vestida, en roba interior o bé amb la dona nua, com una variant del cunnilingus forçat o bé obligant l'home a practicar el petó negre (estimulació anal amb la llengua).
- Humiliació verbal: la dona domina l'home amb comentaris humiliants sobre el seu físic o la seva masculinitat.
- Pluja daurada: la dona orina a sobre del submís.
- Orgasme fallit: la dona excita el submís fins gairebé arribar a l'orgasme sense deixar-lo ejacular.
- Trepitjar (sexual trampling, en anglès): el submís és humiliat essent trepitjat per la dominatrix amb o sense sabates.
- Sexe oral forçat: la dona és satisfeta per l'home subjectant-lo pel cap.
- Tortura de genitals (cock and ball torture, en anglès): la dona castiga el submís clavant-li les ungles, trepitjant amb els talons o donant puntades als seus genitals. Aquesta pràctica pot ser perillosa per a l'home.

La dominació femenina data de bell antuvi, però va augmentar i es va difondre a partir del pensament feminista i del paper actiu de la dona en la societat contemporània occidental. Un estudi de 1985 va mostrar que el 30% dels participants en pràctiques BDSM eren dones. Un estudi de 1995 va indicar que el 90% de les dones heterosexuals interessades en BDSM preferien ser submises i preferien tenir una parella dominant, mentre que el 71% dels homes heterosexuals preferien el paper de dominant.
A Argentina hi ha el grup de dominatrix no professionals, anomenatSolo Amas. El grup es va crear amb la finalitat d'ensenyar i compartir el femdom.